# کیتسونه
کیتسونِه (狐، ) (به انگلیسی: Kitsune) عبارتی‌ست ژاپنی که در مورد روباه استفاده می‌شود. روباه‌ها از موضوعات متداول رسوم اجدادی ژاپن به‌شمار می‌آیند. داستان‌ها آن‌ها را به عنوان موجودات باهوش و دارای توانایی‌های جادویی به تصویر می‌کشند که با بالا رفتنِ سن و عقل آنها، این توانایی‌ها نیز در آن‌ها افزایش پیدا می‌کند. قبل از هر چیز این موجودات دارای یک توانایی خاص هستند و آن شکل انسانی به خود گرفتن‌است. برخی از افسانه‌های قومی و اجدادی در مورد کیتسونه، گویای این مطلب است که کیتسونه از این توانایی به منظور فریب‌دادن دیگران استفاده می‌کند. این ویژگی ذکر شده در رسوم اجدادی ژاپن به کیتسونه منتسب می‌شود اما در دیگر داستان‌ها آن‌ها به عنوان نگهبانان وفادار، دوستان، عاشقان و همسران به تصویر کشیده می‌شوند.
زندگی روباه‌ها و انسان‌ها در کنار یکدیگر در تاریخ ژاپن ریشه دوانده‌است، این همدمی باعث به وجود آمدن افسانه‌های متعددی در مورد این موجودات شد. کیتسونه‌ها با ایناریها (کامی شینتو یا روح) ارتباط بسیار نزدیکی داشتند و به عنوان قاصدان آن‌ها عمل می‌کردند. این نقش اهمیت فراطبیعی روباه را تقویت کرده‌است.
هر چه دم‌های کیتسونه بیشتر باشد (آن‌ها ممکن است ۹ تا دم داشته باشند) مسن‌تر، عاقل‌تر و قوی‌تر هستند. به خاطر قدرت بالقوه و نفوذ آنها، برخی از مردم به همان صورتی که برای قدیسان هدایایی را قربانی می‌کردند، برای آن‌ها نیز همین کار را انجام می‌دادند.

## منشأ

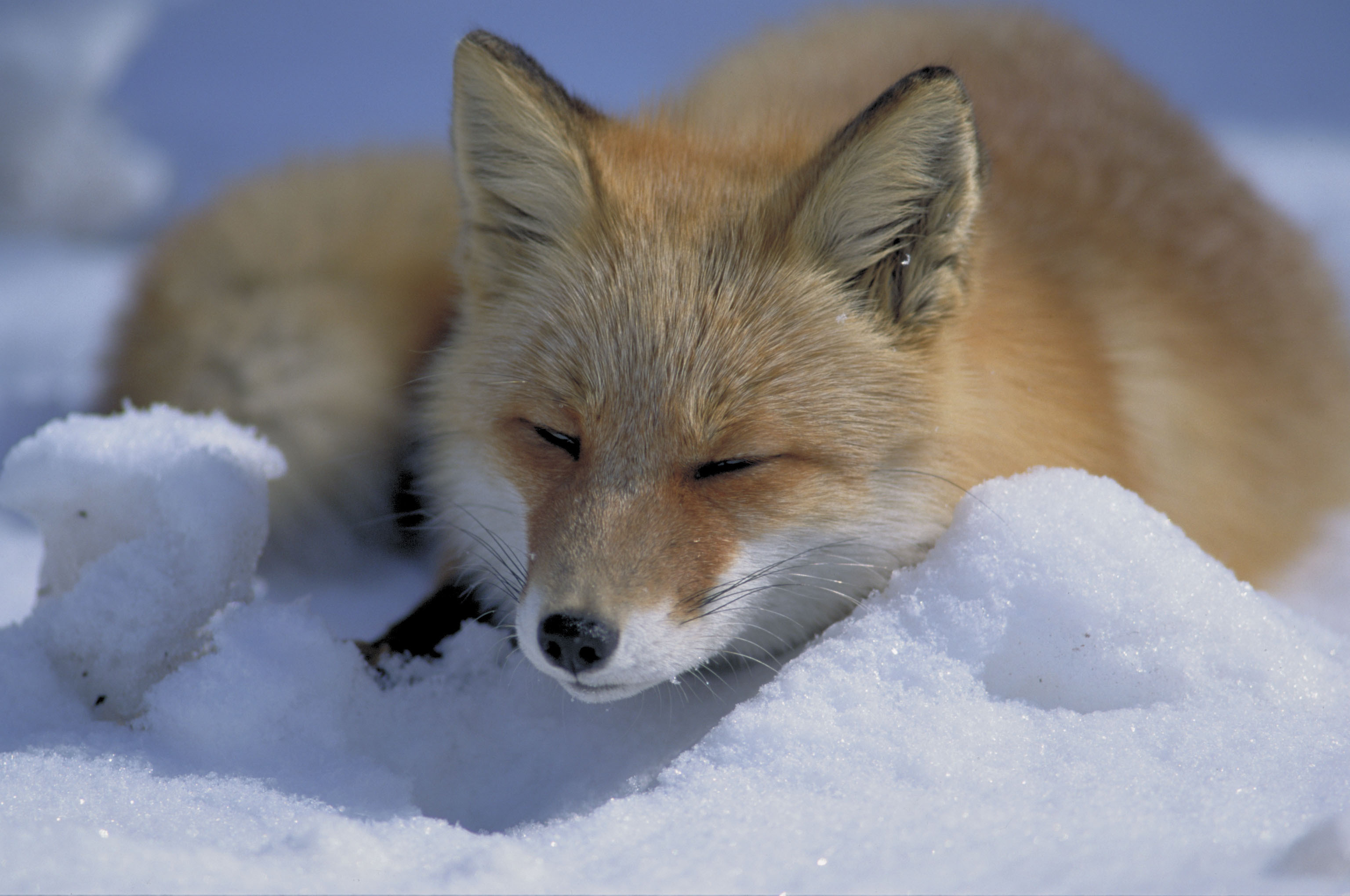
ژاپن محل زندگی دو نوع روباه قرمز به نام‌های روباه هوکایدو و روباه قرمز ژاپنی‌است.

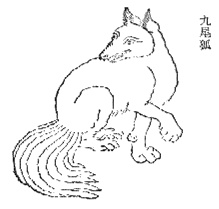
روباه نه دم، از نسخه متن باستانی چینگ

در این مورد که بسیاری از اسطوره‌های روباه در ژاپن را می‌توان در چین، کره جنوبی، یا هند ردیابی کرد توافق نظر زیادی وجود دارد. قصه‌های قومی چینی دربارهٔ روح روباهی به اسم هولی‌جینگ یا کیوبی نو کیتسونه (به زبان ژاپنی) حکایت می‌کنند که احتمالاً نه دم داشته‌است. این روایت‌ها در بسیاری از اولین داستان‌های باقی‌مانده در کونجاکو مونوگاتاریشو، مجموعه قرن یازدهم چینی، هندی و روایت‌های ژاپنی ثبت شده‌اند.
در مورد اینکه آیا اسطوره کیتسونه به‌طور کامل از منابع خارجی سرچشمه گرفته‌است یا در بخشی از مفهوم ژاپنی بومی بوده‌است که قدمت آن به سده ۵ (پیش از میلاد) بر می‌گردد اختلاف نظرهایی وجود دارد. تبارشناس ژاپنی، کیوشی نوزاکی استدلال‌هایی دارد مبنی بر اینکه که کیتسونه در اوایل سده ۴ (میلادی) مورد توجه ژاپنی‌ها قرار گرفته‌است؛ تنها چیزهایی که از چین یا کره وارد شد ویژگی‌های منفی کیتسونه بودند.
او می‌گوید بر طبق کتاب اسناد سده ۱۶ (میلادی) که نیهون ریاکی نامیده می‌شود، روباه‌ها و انسان‌ها به‌طور تنگاتنگی در کنار هم در ژاپن باستان زندگی می‌کردند و بر همین اساس اشاره می‌کند که در اثر همین داستان‌ها افسانه‌های بومی فراوانی در مورد این موجودات به وجود آمد.
محققی به نام کارن آن سمیرس یادآور می‌شود که معرفی روباهی که ویژگی اغفال‌کنندگی دارد و همچنین مشابه رابطهٔ اسطورهٔ روباه با بودیسم در رسوم اجدادی ژاپنی، در داستان‌های چینی هم به چشم می‌خورد، در عین حال او معتقد است که برخی از داستان‌هایی که در مورد روباه مطرح می‌شود، حاوی عناصر منحصربه‌فردی است که در ژاپن شکل گرفته‌است.

## ریشه‌شناسی

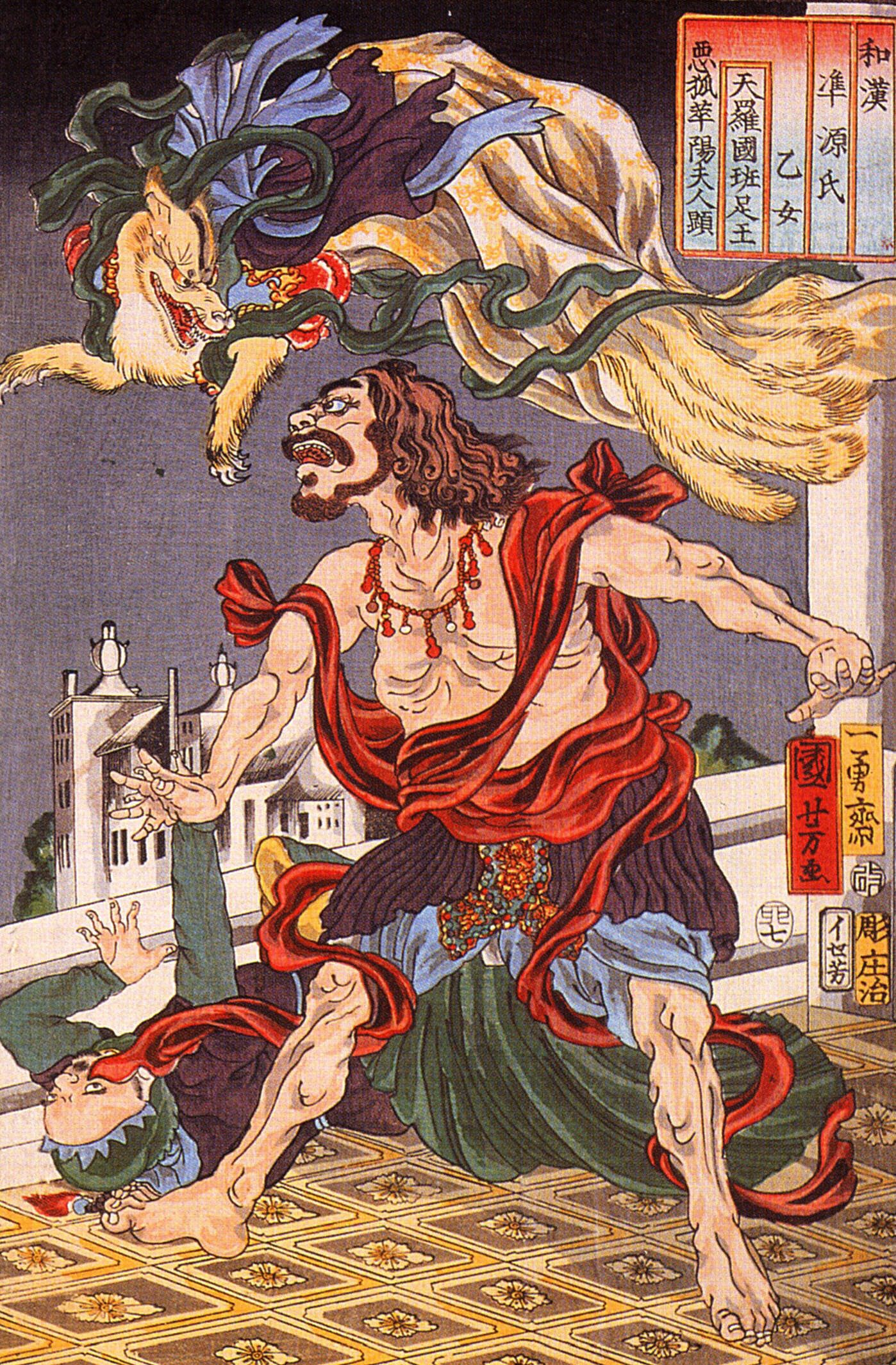
شاهزاده هانزوکو از دیدن روباه نه دم وحشت کرده‌است. نسخه قابل چاپ اوتاگاوا کونیوشی -سده ۱۹ (میلادی)

ریشه‌شناسی کامل کیتسونه روشن نیست. قدیمی‌ترین کاربرد شناخته شدهٔ این کلمه در متن ۷۹۴ شین‌یاکو کگون‌کیا اونجی شیکی است. دیگر منابع قدیمی عبارتند از نیهون ریویکی (۸۱۰–۸۲۴) و وامیو رویجوشو (حدود ۹۳۴). این‌ها قدیمی‌ترین منابع در مان‌یوگانا هستند که به وضوح تلفظ تاریخی عنوان کیتسونه را در آن‌ها می‌توان شناسایی کرد. بعد از تغییرات متعدد در صوت‌شناسی زمانی، در نهایت تبدیل به کیتسونه می‌شود.
بسیاری از مستندات مربوط به ریشهٔ لغت‌های ساخته شده در زیر آمده‌است، اما هیچ توافق کلی در مورد آن‌ها وجود ندارد.
- میوگوکی (۱۲۶۸) عقیده دارد که به این دلیل چنین نامیده شده‌است که (تسون) به ژاپنی به معنای «همیشه» و (کی) به معنای «زرد» است.
- در اوایل دوره کاماکورا، میزوکاگامی نشان می‌دهد که کیتسونه متشکل از کی به معنای آمد و تسونه اشاره به اتاق خواب و مبتنی بر افسانه‌ای است که کیتسونه به همسر یک فرد تغییر شکل خواهد داد و فرزند به دنیا می‌آورد.
- آرای هاکوسکی در توگا (۱۷۱۷) نشان می‌دهد که «کی»، به معنای بوی گند، تسو، یک حرف انحصارگر، و «نه»، مرتبط شده با اینو، کلمه‌ای است که برای  سگ  به کار می‌رود.
- تانیکاوا کوتوساگا در واکون‌نوشیوری (۱۷۷۷–۱۸۸۷) نشان می‌دهد که «کی» به معنی زرد، «تسو» یک ضمیر مالکیت و نِه مرتبط شده با نِکو، کلمه‌ای که در مورد  گربه  به کار می‌رود.
- اوتسوکی فومیهیکو در دایجنکای (۱۹۳۲–۱۹۳۵) پیشنهاد می‌کند که کیتسو نام‌آوایی برای حیوان است، و پسوندne یک بخش اضافه یا پسوند افتخاری است و کلمهٔ کیتسونه به معنای خدمتگزاری برای معبد شینتویی ایناری است.

بر اساس نظر نوزاکی، واژهٔ کیتسونه در اصل تسمیهٔ نام‌آوا بود.
کیتسو زوزه روباه را نشان می‌داد و بعداً تبدیل به یک واژهٔ کلی برای روباه شد. ne”، پسوندی برای نشان‌دادن حالت مهربانی است که نوزاکی آن را به عنوان یک شاهد و دلیل اضافی مبنی بر تثبیت‌شده و غیر‌وارداتی بودن مفهوم روباه خیرخواه در رسوم اجدادی ژاپنی ذکر می‌کند.
کیتسو در حال حاضر اسطورهای کهن است. در ژاپنی مدرن، گریه روباه به عنوان کن کن یا گون گون ترجمه می‌شود.
یکی از قدیمی‌ترین افسانه‌های موجود دربارهٔ کیتسونه شناخت گسترده ریشه‌شناسی قومی از کلمهٔ کیتسونه را به وجود آورده‌است.
برخلاف بسیاری از داستان‌های کیتسونه که گفته می‌شود تبدیل به انسان شد و با یک انسان مذکر ازدواج کرد، این یکی به‌طور غم‌انگیز تمام نمی‌شود.
اونو، ساکن مینو (که بر اساس افسانه باستانی ژاپنی در ۵۴۵ سال بعد از میلاد می‌زیسته)، فصل‌هایی را با شوق فراوان در رؤیای زیبایی زن ایدئال خود گذراند. یک شب او را در دشت وسیعی ملاقات کرد و با او ازدواج کرد. همزمان با تولد فرزند آنها، سگ اونو نیز یک توله زایید که هرچه بزرگ‌تر شد بیشتر و بیشتر دشمنی‌اش را نسبت به بانوی دشت‌ها نشان می‌داد. او به شوهرش التماس کرد که آن را بکشد، اما او خودداری کرد. در آخرین روز سگ به او به طرز خشمگینانه‌ای حمله کرد و او شجاعت خود را از دست داد و شکل روباه صفت خود را از سر گرفت، از روی حصار پرید و فرار کرد. اونو بعد از رفتن او گفت تو ممکن است یک روباه باشی ولی تو مادر فرزند من هستی و من تو را دوست دارم. هر وقت که مایل بودی برگرد. تو همیشه مورد استقبال خواهی‌بود. 
بنابراین هر شب او مخفیانه برمی‌گشت و در آغوش او می‌خوابید.
با آنکه روباه هر شب به عنوان یک زن به نزد شوهرش بازمی‌گردد، اما هر روز صبح به عنوان یک روباه آنجا را ترک می‌کند، او کیتسونه نامیده می‌شود. در ژاپن کلاسیک، کیتسونه به معنی «می‌آیند» و «می‌خوابد» و کیتسونه به معنی «همیشه می‌آید» است.

## ویژگی‌ها

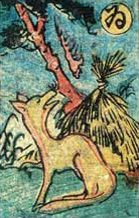
اوباکا کاروتا (کارت هیولا) در اوایل سده ۱۹ (میلادی) که کیتسونه را به تصویر می‌کشد، این بازی همراه با سرنخ‌هایی از فولکلور مردم تصاویری از موجودات خاص را در خود جای داده‌است.

کیتسونه به داشتن هوش برتر، عمر طولانی، و قدرت‌های جادویی شناخته شده‌است. آن‌ها از انواع یوکای، یا وجود معنوی هستند، و کلمه کیتسونه اغلب به عنوان روح روباه ترجمه شده‌است. اگرچه، این به این معنا نیست که کیتسونه‌ها شبح هستند و از سوی دیگر اینگونه هم نیست که آن‌ها اساساً با روباه‌های عادی متفاوت هستند. از آنجا که کلمه روح برای منعکس کردن درجهٔ دانش یا روشن‌شدگی استفاده شده‌است، همهٔ روباه‌های دارای عمر طولانی، توانایی‌های فراطبیعی به‌دست می‌آورند.
دو طبقه‌بندی رایج از کیتسونه وجود دارد. زنکو، (به‌طور تحت‌اللفظی روباه‌های خوب) روباه‌های خیرخواه و ملکوتی هستند که با خداوند ایناری (روح) در ارتباطند؛ گاهی به اختصار روباه‌های ایناری نامیده می‌شوند. از سوی دیگر، یاکو (به‌طور تحت‌اللفظی روباه‌های صحرایی همچنین نوگیتسونه نامیده می‌شوند) که به خصلت‌های فتنه‌آمیزی یا حتی بدجنسی تمایل دارد.
سنت‌های محلی انواع بیشتری هم به این دسته‌بندی اضافه کرده‌اند.
به عنوان مثال، نینکو یک روح روباه نامرئی است که انسان تنها زمانی می‌تواند آن را درک کند که در تصاحب آن در بیاید. سنت دیگری کیتسونه را به یکی از سیزده انواع تعریف شده طبقه‌بندی می‌کند که به‌وسیلهٔ آن توانایی‌های فراطبیعی کیتسونه را تصاحب کنند.
به لحاظ جسمی، کیتسونه‌ها دارای ۹ دم متصور می‌شوند.
به‌طور کلی، هر چقدر تعداد دم‌ها بیشتر باشد نشان‌دهنده بزرگتر و قوی‌تر بودن روباه‌است. در واقع، برخی از افسانه‌های قومی و اجدادی می‌گویند که روباه تنها زمانی دم‌های اضافه‌اش رشد خواهند کرد که ۱۰۰ سال زندگی کرده‌است.
یک، پنج، هفت و نُه دم رایج‌ترین اعداد در داستان‌های قومی هستند.
وقتی کیتسونه نهمین دم خودش را به‌دست می‌آورد، موی او سفید یا طلایی می‌شود.
این کیوبی‌نوکیتسونه (روباه نه‌دم) توانایی برای دیدن و شنیدن هر چیزی که در هر نقطه از جهان اتفاق می‌افتد را به دست می‌آورد. در داستان‌های دیگری شاهد این هستیم که به آن‌ها عقل بی‌نهایت (علم لایتناهی) نیز نسبت می‌دهند.

## توانایی تغییر شکل

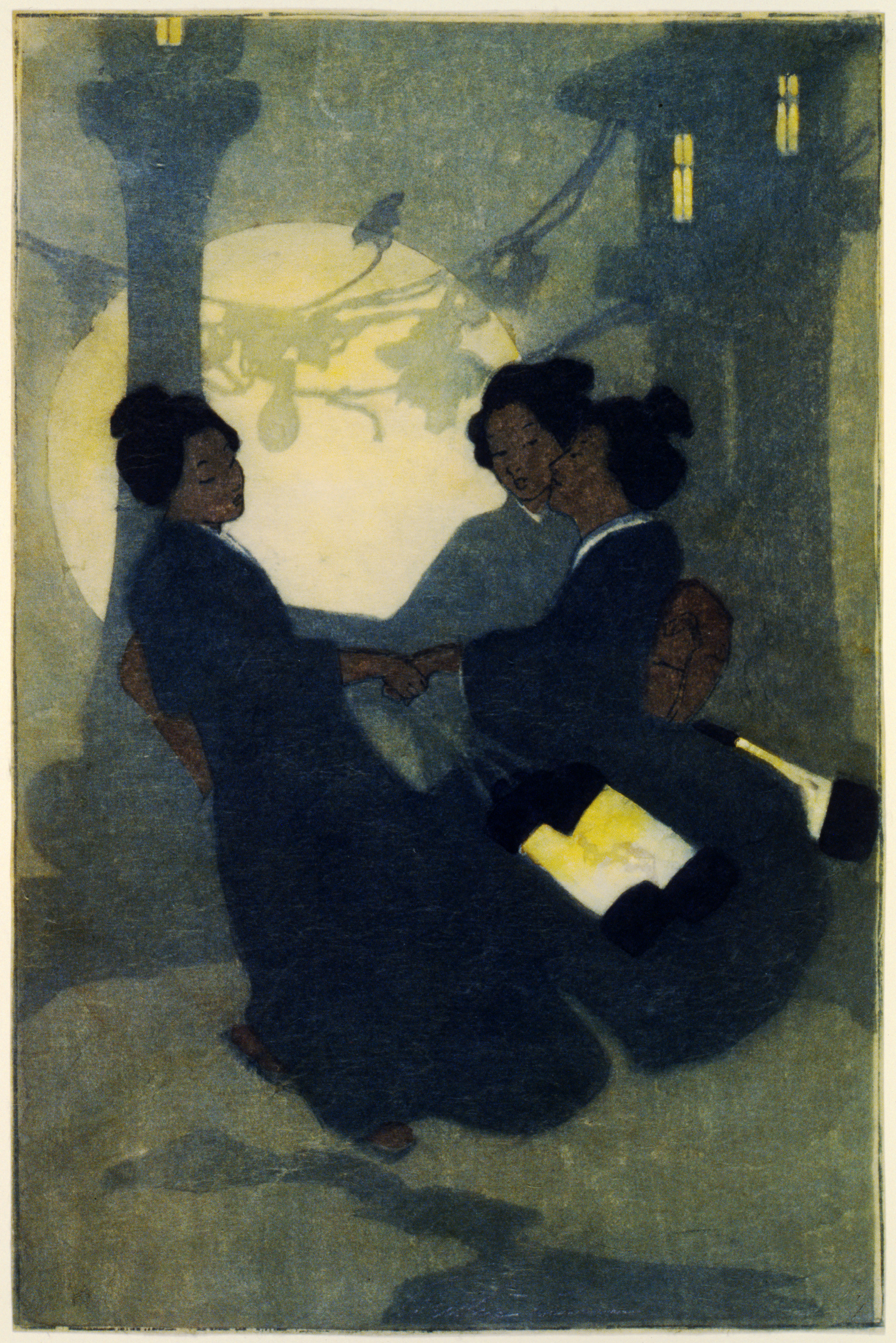
زن روباه اثر برتا لوم: کیتسونه در قالب یک زن

کیتسونه دارای قابلیت دگرپیکری است، این یک توانایی اکتسابی است که وقتی به سن مشخص می‌رسد رخ می‌دهد معمولاً ۱۰۰ سال، هر چند برخی از داستان‌ها می‌گویند ۵۰ سال.
به عنوان یک پیش‌نیاز مشترک برای تغییر شکل، روباه باید نی، برگ پهن، یا یک جمجمه را روی سر خود قرار دهد.
شکل‌های مشترکی که برای کیتسونه فرض شده‌اند شامل زنان زیبا، دختران جوان، و مردان سالخورده می‌شود. این اشکال به سن یا جنسیت روباه محدود نیستند،
کیتسونه می‌تواند ظاهر یک شخص خاص را کپی کند.
روباه‌ها معروف هستند که به‌طور خاص می‌توانند خود را به جای زنان زیبا جا بزنند. باور رایج در ژاپن قرون وسطی این بود که هر زنی که به خصوص در هنگام غروب یا شب تنها شود، می‌تواند یک روباه شود.
در برخی از داستان‌ها، کیتسونه هنگامی که شکل انسان به خود می‌گیرد در مخفی کردن دم خود با مشکل مواجه‌است. جستجو کردن برای یافتن دم، وقتی که روباه مَست یا بی‌دقت می‌شود، یک روش معمول برای تشخیص دادن ماهیت واقعی این موجود است.
گوناگونی موضوع، کیتسونه را از صفات دیگر روباه مانند پوشش موی خوب، سایه‌ای به شکل روباه، یا بازتابی که شکل واقعی او را نشان می‌دهد حفظ کرده‌است.
کیتسونه‌گائو یا چهرهٔ روباه به زنانی که دارای چهره‌های باریک با چشم‌های نزدیک به هم، ابروهای نازک و استخوان‌های گونه هستند اشاره دارد. به‌طور سنتی، این تصویرسازی، جذاب در نظر گرفته شده‌است، و برخی از داستان‌ها آن را به روباه‌ها در شکل انسانی نسبت می‌دهند.
کیتسونه حتی زمانی که در شکل انسانی هم هست، از سگ ترس و نفرت شدیدی دارد، برخی از آن‌ها با حضور سگ‌ها تضعیف روحیه می‌شوند و به شکل روباه بر می‌گردند و فرار می‌کنند. افراد مذهبی خاص ممکن است بتوانند به صورت خودکار و مستقیم تغییر شکل روباه را ببینند.
یکی از داستان‌های قومی، این کمبودها که کیتسونه در شکل انسانیش دارد را با مورد توجه قرار دادن شخصی به نام اسن کوان نشان می‌دهند. (منظور یک شخص تاریخی است که با عقل و قدرت‌های جادویی طالع بینی دارای اعتبار می‌باشد) بر اساس این افسانه، او در خانه یکی از دوستداران خود مانده بود تا اینکه وقتی وارد حمام شد در اثر داغ بودن بیش از حد آب پایش سوخت. سپس، در حالی‌که درد می‌کشید به صورت برهنه از حمام بیرون دوید. هنگامی که اهل خانه او را دیدند، مشاهده کردند که بیشتر بدن کوان با خز پوشانده شده‌است و مانند روباه دم دارد و از این اتفاق شگفت‌زده شدند. سپس کوان در مقابل آن‌ها به یک روباه سالخورده تبدیل شد و فرار کرد.
سایر توانایی‌های مافوق‌طبیعی که معمولاً به کیتسونه نسبت داده شده‌اند عبارتند از: توانایی تسخیر، دهان‌ها یا دم‌هایی که ایجاد آتش‌سوزی یا رعد و برق می‌کردند (شناخته شده به عنوان کیتسونه‌بی، به‌طور تحت‌اللفظی، روباه آتش)، تجلی عمدی در رویاهای دیگران، پرواز، نامریی بودن و ایجاد توهمات شدید تا حدی که تقریباً از واقعیت غیرقابل تشخیص است.
برخی از داستان‌ها از قدرت‌های بیشتر کیتسونه صحبت می‌کنند: مثلاً توانایی به منحرف کردن زمان و فضا، دیوانه کردن مردم، یا گرفتن اشکال فوق‌العاده‌ای مانند یک درخت با ارتفاع باور نکردنی یا ماه دوم در آسمان.
کیتسونه‌های دیگر دارای ویژگی‌هایی هستند که خون‌آشام‌ها یا ساکوبی‌ها را به یاد می‌آورند و از طریق تماس جنسی از زندگی یا روح انسان تغذیه می‌کنند.

## کیتسونه‌تسوکی

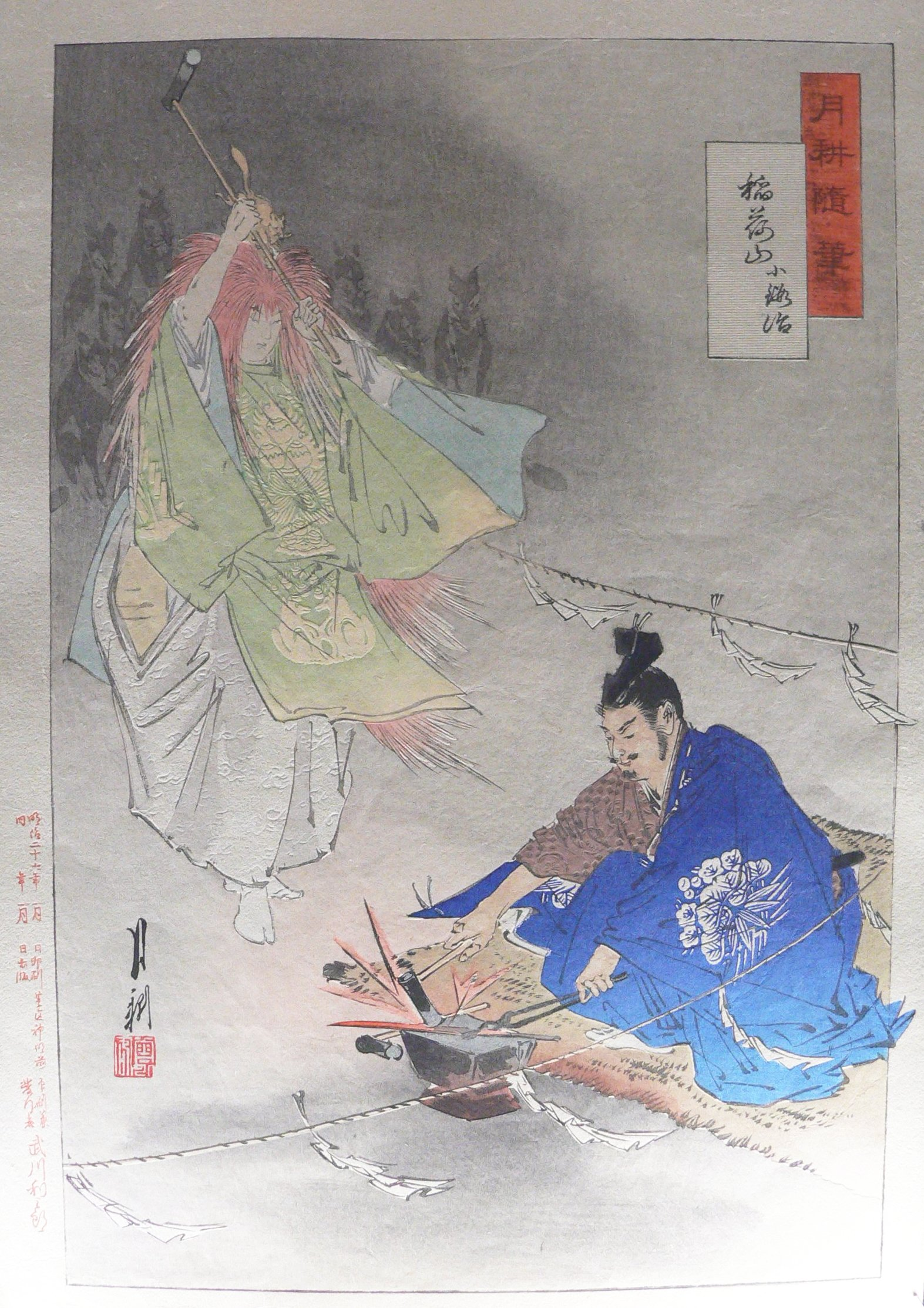
ایناری و ارواح روباه‌های متعلق به او، به آهنگری بنام مونه‌چیکا کمک می‌کنند تا تیغه کوگیتسون مارو (روباه کوچک) را در پایان سده ۱۰ (میلادی) آهنگری کند. این افسانه، موضوع درامی به اسم ناح اثر سانجو کوکاجی است.

کیتسونه‌تسوکی به‌طور تحت‌اللفظی به معنی موجودی است که به تسخیر روباه درآمده است. قربانی همیشه زن جوان است، کسی که روباه از زیر ناخن یا از طریق سینههای او وارد می‌شود.
در برخی از موارد گفته شده‌است که حالت چهره قربانیان تغییر می‌کند، به حالتی که شبیه به روباه به نظر می‌رسند. سنت ژاپنی معتقد است که تسخیر شدگی توسط روباه می‌تواند باعث این شود که قربانیان بی‌سواد به‌طور موقتی توانایی خواندن به دست بیاورند.
اگرچه روباه‌ها در رسوم اجدادی می‌توانند اراده شخص را از او سلب کنند، کیتسونه‌تسوکی اغلب به مفاهیم خبیث موروثی کارفرمایان روباه یا تسوکی مونو سوجی نسبت داده شده‌است.
لافکادیو هرن قوم‌شناس شرایطی را در جلد اول از کتاب خود بنام نگاه اجمالی به ژاپن ناشناخته توصیف می‌کند:
«جنون کسانی که روباه شیطان به آنها وارد می‌شود عجیب است. گاهی آنها برهنه و در حال فریاد زدن در خیابان می‌دوند. گاهی آنها دراز می‌کشند و از دهانشان کف می‌آید، و مانند روباه زوزه می‌کشند؛ و در بخشی از بدن تسخیرشده یک توده در حال حرکت در زیر پوست دیده می‌شود، که به نظر می‌رسد که حیات مجزایی دارد.
اگر آن را با سوزن سوراخ کنند لیز می‌خورد و فوراً به مکانی دیگر می‌لغزد. هر چقدر آن را محکم بگیریم حرکتی نمی‌کند به این علت که آن محکم با یک دست قوی فشرده شده‌است و از زیر انگشتان حرکت نخواهد کرد. شخص به تسخیر درآمده به زبانی حرف می‌زند و می‌نویسد که تا پیش از تسخیر کاملاً نسبت بدان ناآگاه بوده‌است. آنها تنها چیزهایی را می‌خورند که روباه‌ها آنها را دوست دارند مانند: توفو، آبوراآگه، لوبیای آزوکی، و غیره و آنها مقدار زیادی می‌خورند و تأکید می‌کنند که آنها خودشان نیستند، بلکه تسخیر شدهٔ روباه‌های گرسنه هستند.»
او یادآور می‌شود که به محض آزاد شدن از قید تسخیر، قربانی دیگر هرگز قادر به خوردن توفو، آزوکیمشی، یا دیگر غذاهای مورد علاقهٔ روباه نمی‌باشد:
جن‌گیری، اغلب در معبد ایناری انجام می‌شد، و ممکن بود یک روباه را وادار کند تا جسم میزبان خود را ترک کند.
در گذشته، هنگامی که چنین اقدامات معمولی جوابگو نبود یا یک روحانی در دسترس نبود، قربانی کیتسونه‌تسوکی مورد ضرب و شتم قرار می‌گرفت یا به شدت مورد سوختگی قرار می‌گرفت به امید اینکه روباه مجبور به ترک او شود. به محض اینکه تصور می‌شد عضوی از یک خانواده به تسخیر روباه درآمده، همهٔ اعضای خانواده به‌وسیلهٔ جامعه خود طرد می‌شدند.
در ژاپن، کیتسونه‌تسوکی در اوایل دوره هی‌آن به عنوان یک بیماری محسوب می‌شد و به‌صورت یک تشخیص مرسوم برای بیماری روانی تا اوایل قرن بیستم باقی ماند.
تسخیر شدگی توضیحی برای رفتار غیرطبیعی افراد مبتلا بود. در اواخر سده ۱۹ (میلادی)، دکتر شانیچی شیمامورا اشاره کرد که بیماری‌های جسمی که ناشی از تب بودند اغلب کیتسونه‌تسوکی در نظر گرفته می‌شدند.
با اینکه این اعتقاد دیگر طرفدار چندانی نداشت، اما داستان‌های تسخیر توسط روباه هنوز هم شنیده می‌شد، مانند اظهاراتی که اعضای فرقه اوم‌شینریکیو در مورد تسخیر شدنشان کرده بودند.
در طب، کیتسونه‌تسوکی یک سندرم وابسته به فرهنگ و مختص فرهنگ ژاپنی است. کسانی که از این وضعیت رنج می‌برند بر این باور بودند که توسط یک روباه تسخیر شده‌اند.
نشانه‌ها عبارتند از: میل شدید و پایدار برای برنج یا لوبیای آزوکی شیرین، بی‌حالی و سستی، بی‌قراری، و تنفر از ارتباط چشمی. کیتسونه‌تسوکی مشابه با تصورات بالینی شخصی است که فکر می‌کند تبدیل به گرگ شده، و البته از آن بیماری متمایز است.

## هوشی‌نوتاما (توپ‌های ستاره‌ای)

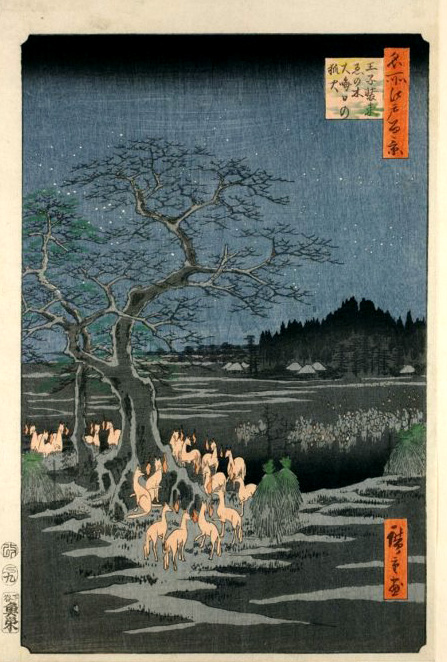
در تصویر هر روباه در شب سال نو زیر درخت انوکی در اوجی یک کیتسونه‌بی معلق در هوا در مقابل صورتش دارد، (نسخه قابل چاپ هیروشیگه)

توصیفاتی که از کیتسونه می‌شود یا از سمت قربانیان تسخیر شدهٔ آن‌ها نقل شده‌است، به این شکل است که آن‌ها توپی به شکل گرد یا توپ سفید پیازی شکل (با عنوان هوشی‌نوتاما یا توپ‌های ستاره‌ای) در اختیار دارند که تمام قدرت آن‌ها در آن توپ ستاره‌ای نهفته‌است، داستان‌ها این‌ها را همراه با موجوداتی تابان به نام کیتسونه‌بی، یا روباه آتش توصیف می‌کنند.
بعضی از داستان‌ها آن‌ها را به عنوان جواهرات جادویی یا مروارید می‌شناسند.
زمانی که کیتسونه به شکل یک انسان در می‌آید یا در زمانی که انسانی را به تسخیر خود درآورده است، توپ را در دهان خود نگه می‌دارد یا آن را بر روی دم خود حمل می‌کند.
جواهرات، نمادهای معمولی ایناری هستند، و نشان دادن روباه مقدس ایناری بدون آن‌ها نادر است.
یک باور بر این است که زمانی که کیتسونه شکل خود را تغییر می‌دهد، هوشی‌نوتاما (توپ درخشان او) بخشی از قدرت جادوییش را در خود ذخیره می‌کند. یک سنت دیگر این است که مروارید، نمایانگر و نماد روح کیتسونه است. کیتسونه اگر از آن برای مدت طولانی جدا شود خواهد مرد. کسانی که بتوانند توپ را به دست آورند ممکن است بتوانند در ازای بازگرداندن آن از کیتسونه قول کمک بگیرند.
برای مثال، یک داستان سده ۱۲ (میلادی) توصیف می‌کند که یک مرد از هوشی‌نوتامای روباه استفاده می‌کند تا ضمانتی بگیرد برای گرفتن کمک از او:
«لعنت بر شما!» روباه نیش‌دار گفت: «توپ من را به من پس بدهید!» مرد درخواست او را نادیده گرفت تا در نهایت روباه با حالت گریان گفت، «بسیار خوب، شما توپ را دارید، اما نمی‌دانید که چگونه آن را نگه دارید. این توپ به درد شما نخواهد خورد اما از دست دادن آن برای من، وحشتناک است. به شما می‌گویم، اگر آن را پس ندهید، من برای همیشه دشمن شما خواهم بود. اگر شما آن را به من پس بدهید، من از شما مثل یک خدای محافظ حمایت خواهم کرد.» روباه بعداً با هدایت کردن مرد برای رهایی از دست گروه دزدان مسلح، زندگی آن مرد را نجات داد.

## تصویرپردازی دربارهٔ کیتسونه

### خدمتکار ایناری

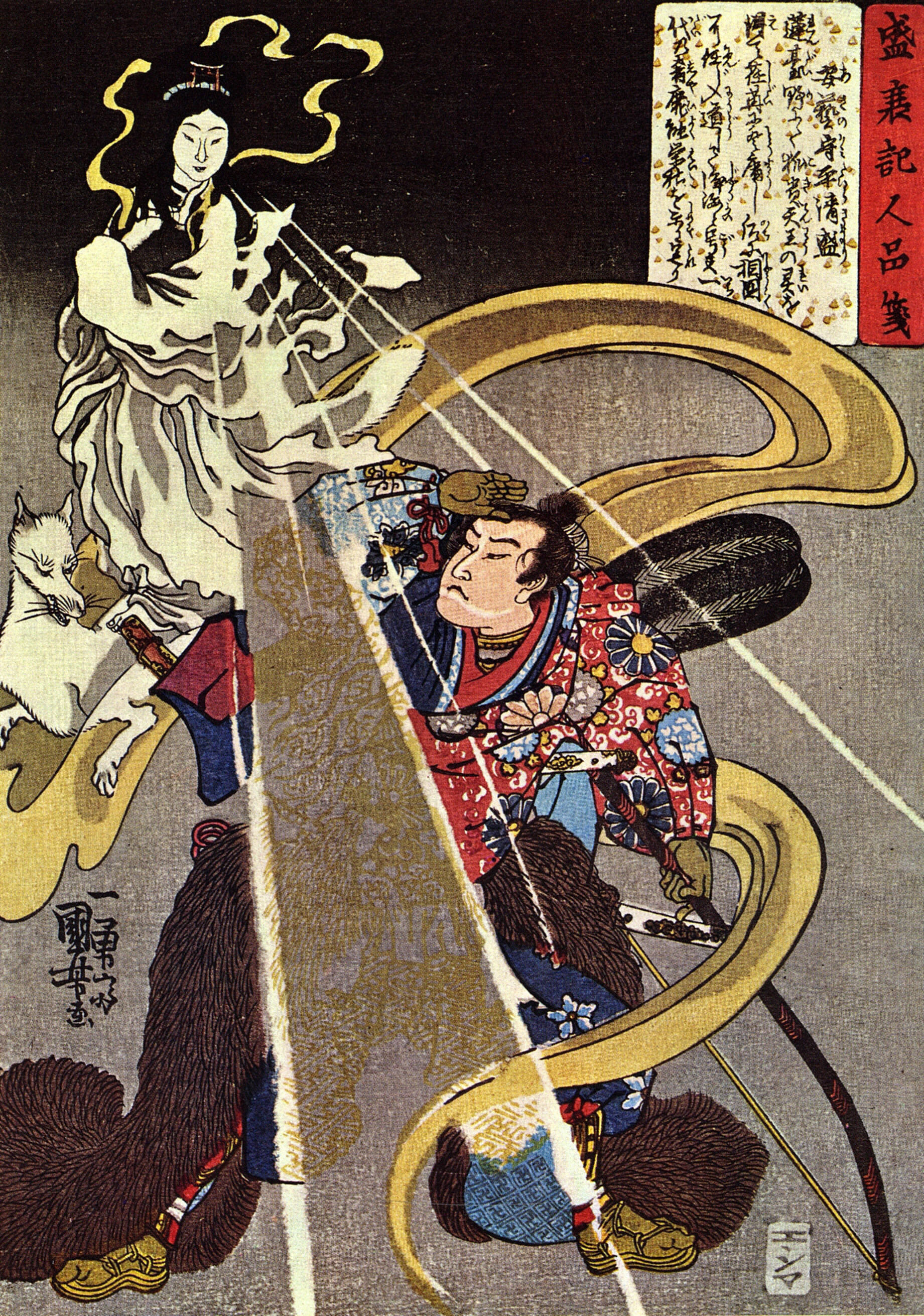
ایناری در قالب یک مبارز که در حال نبرد با یک کیستون به نظر می‌آید، این تصویر ایناری از نفوذ مفاهیم داکینیتن بودیسم دلالت می‌کند، نسخه قابل چاپ اوتاگاوا کیونیوشی

کیتسونه‌ها در ارتباط با ایناری، خدای برنج شینتو هستند.
این رابطه اهمیت مافوق طبیعی روباه را تقویت کرده‌است.
در اصل، کیتسونه‌ها پیام‌آوران ایناری بودند، اما ارتباط بین این دو در حال حاضر کم رنگ است به طوری که ایناری خودش ممکن است به عنوان یک روباه به تصویر کشیده شود. به همین دلیل است که کل معبد به کیتسونه اختصاص یافته‌است، جایی که دوستداران می‌توانند صدقاتشان را بگذارند.
گفته شده‌است که روح روباه علاقه خاصی به نوعی توفو (فراورده‌ای از لوبیای سویا) که به شکل ورقه درآمده و سرخ شده به‌نام آبوراآگه دارد. بر این اساس دو نوع از انواع غذاهای رشته فرنگی ژاپنی که بر روی رشته فرنگی یک ورقه آبوراآگه قرار داده می‌شود، به نام‌های کیتسونه‌اودون و کیتسونه‌سوبا نامگذاری شده‌اند. به‌طور مشابه، ایناری‌زوشی نیز نوعی سوشی است که به نام ایناری نامگذاری شده‌است و متشکل از آبوراآگه‌ای به شکل کیسه است که داخل این آبوراآگه با برنج پر می‌شود.
حدس و گمان‌هایی در میان رسوم اجدادی وجود داشته‌است در اینباره که آیا خدای روباه شینتو دیگری هم در گذشته وجود داشته‌است یا خیر؟. روباه‌ها مدت‌های طولانی به عنوان کامی (در آیین شینتو ژاپن) (روح یکی از خدایان یا نیاکان) پرستش شده‌اند.
کیتسونه‌های ایناری، سفید (رنگ خوش‌یمن) هستند.
آن‌ها دارای قدرت از خود دور کردن شیطان هستند، و گاهی به عنوان ارواح نگهبان خدمت می‌کنند. علاوه بر حفاظت از زیارتگاه ایناری، آن‌ها برای یاری رساندن از سوی افراد محلی و به ویژه کمک کردن در مقابل نوگیتسونه پردردسر (روح روباه‌هایی که به ایناری خدمت نمی‌کنند) گمارده شده‌اند. همچنین روباه‌های سیاه و روباه‌های نه‌دم، خوش‌یمن در نظر گرفته شده‌اند.
با توجه به باورهای به دست آمده از فنگ‌شویی قدرت روباه بر شیطان به گونه‌ای است که فقط مجسمه روباه می‌تواند کیمون (شیطان) یا انرژی که از شمال شرقی جریان می‌یابد را متفرق کند. بسیاری از معابد ایناری، مانند معبد معروف فوشیمی ایناری در کیوتو، چنین مجسمه‌هایی را و گاهی تعداد بسیار زیادی از آن‌ها را به نمایش می‌گذارند.
کیتسونه با مذهب بودایی از طریق داکینی، الهه تلفیق شده با جنبه زن ایناری مرتبط شده‌اند. داکینیتن به عنوان بوداسف زن، که یک شمشیر در دست دارد و سوار بر روباه سفید در حال پرواز است نشان داده شده‌است.

### شیادان
کیتسونه اغلب به عنوان شیادانی نشان داده شده‌اند که انگیزه‌های مختلفی از قبیل فتنه تا بدجنسی را در سر می‌پرورانند. داستان‌ها می‌گویند که کیتسونه بیشتر از یک سامورایی مغرور، تجار حریص، و آدم عادی خودستا حقه‌بازی می‌کند، در حالی که از تجار و کشاورزان فقیر یا راهبان بودایی مؤمن ظالم سوء استفاده می‌کنند. قربانیان آن‌ها معمولاً مردان هستند و در عوض زنان تسخیر می‌شوند.
به عنوان مثال، باور بر اینست که کیتسونه، کیتسونه‌بی یا روباه آتش را استخدام می‌کرده تا مسافران در مسیر روشنایی ساختگی منحرف شوند.
یکی دیگر از تاکتیک‌های کیتسونه، گیج کردن هدف خود با توهمات یا تصورات است.
اهداف مشترک دیگر کیتسونه شیاد شامل اغوا، سرقت مواد غذایی، تحقیر انسان‌های پرمباهات، یا انتقام گرفتن است.
بازی سنتی به‌نام کیتسونه‌کن (مشت - روباه) به قدرت کیتسونه بر انسان اشاره می‌کند. این بازی شبیه به سنگ-کاغذ-قیچی است و به همان شکل در هنگام بازی، دست می‌تواند به سه حالت مختلف قرار گیرد، این سه حالت به این شرح است: یک حالت دست نشان دهندهٔ یک روباه، یک حالت، نشان‌دهندهٔ یک شکارچی، و حالت سوم نشان‌دهندهٔ یک رئیس روستا می‌باشد. رئیس روستا، شکارچی را می‌زند، کسی که ارشدیت داشته، شکارچی، روباه را می‌زند، کسی که شلیک می‌کند و روباه، رئیس را می‌زند، کسی که او را طلسم می‌کند.
این نمایش دو پهلو همراه با شهرتی که به عنوان انتقام‌جویی دارد، مردم را به تلاش برای کشف انگیزه‌های روباه مزاحم و دردسرساز سوق می‌دهد.
در یک مورد، تویوتومی هیده‌یوشی، رهبر تأثیرگذار ژاپن، یک نامه به کامی ایناری نوشت:
به ایناری دایمیوجین، سرور من، با احترام به اطلاع شما می‌رسانم که یکی از روباه‌های تحت اقتدار شما یکی از خدمتکاران من را طلسم کرده‌است، و باعث دردسر زیاد برای او و دیگران شده‌است. درخواست داشتم که زمانی را برای بررسی این موضوع اختصاص دهید تا علت این بدرفتاری مطیع خود را پیدا کنید و نتیجه را به من خبر دهید.

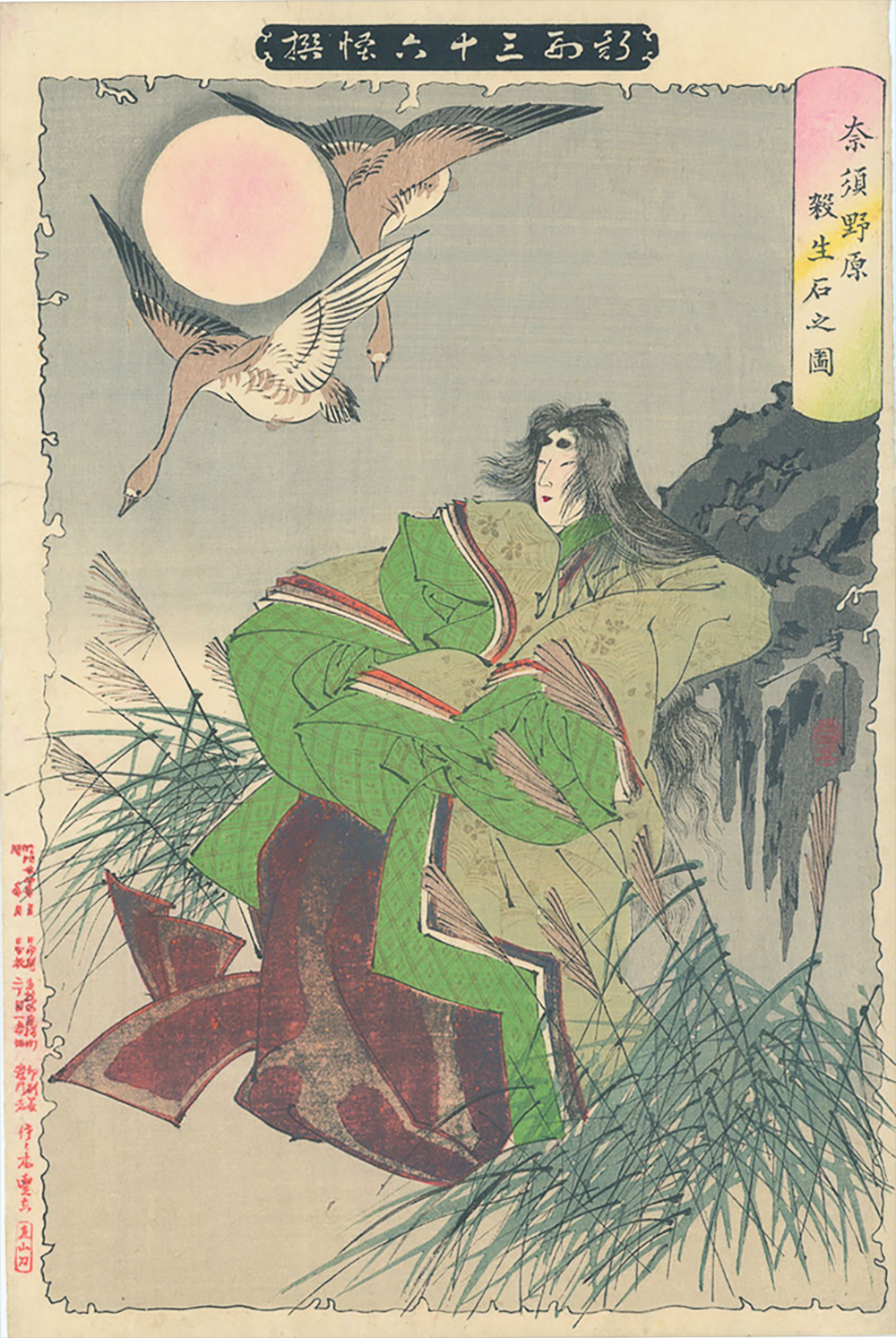
تامامونومائه، یک افسانه برجسته از کیتسونه در بازی‌های ناح و کیوگن - نسخه قابل چاپ از یوشی‌توشی

اگر به این نتیجه برسیم که روباه برای رفتار خود دلیل کافی نداشته، شما یکبار او را دستگیر و مجازات کنید. اگر در این اقدام تردید
کنید من باید برای نابودی همهٔ روباه‌ها در این سرزمین دستور صادر کنم. اگر در هر موضوع خاص دیگری در رابطه با آنچه رخ داده می‌خواهید
مطلع شوید، می‌توانید از کاهن اعظم یوشیدا شینتو خبر بگیرید.
کیتسونه به قول‌های خود عمل می‌کند و سعی می‌کند تا هر گونه لطفی را جبران کند. گاهی کیتسونه خود را به یک فرد یا خانواده متصل می‌کند، جایی که می‌تواند انواع آسیب‌ها را ایجاد کند. در یک داستان از سده ۱۲ (میلادی)، تنها تهدید کردن صاحبخانه به نابودی روباه، آن‌ها را متقاعد می‌کند تا رفتار بهتری داشته باشند. کهن‌ترین کیتسونه در خواب مرد ظاهر می‌شود:
پدر من قبل از من در اینجا زندگی می‌کرد، آقا، و در حال حاضر من کودکان و نوه‌های بسیاری دارم. آنها باعث صدمات زیادی شده‌اند. من متاسفم، و همیشه به‌دنبال آنها هستم تا جلوی آنها را بگیرم، اما آنها هیچ‌وقت گوش نمی‌دهند؛ و در حال حاضر، آقا، قابل درک است که شما نسبت به ما بی‌حوصله هستید. من متوجه هستم که شما قصد کشتن همهٔ ما را دارید. اما فقط می‌خواهم بدانید، چقدر متأسف هستم از اینکه این آخرین شب زندگی ما هست. آیا یک بار دیگر ما را نمی‌بخشید؟ اگر ما دوباره دردسری درست کردیم، شما باید آن طور که فکر می‌کنید درست است عمل کنید. اما جوان‌ترها، آقا - من مطمئن هستم وقتی که به آنها توضیح دهم که چرا شما خیلی ناراحت شده‌اید آنها درک خواهند کرد. از این به بعد ما برای محافظت از شما همه‌کار خواهیم کرد، اگر فقط شما ما را ببخشید، ما هم هر وقت هر چیز خوبی قرار بود اتفاق بیفتد، حتماً به شما اطلاع خواهیم داد!
کیتسونه‌های دیگر تا زمانی که انسان‌ها با احترام با آن‌ها رفتار کنند از سحر و جادوی خود برای منفعت همنشین یا میزبان‌های خود استفاده می‌کنند. مانند یوکای، اگرچه، کیتسونه اخلاق انسانی را به اشتراک نمی‌گذارد، و یک کیتسونه که در خانه‌ای پذیرفته شده‌است ممکن‌است به عنوان مثال، برای میزبانش پول بیاورد یا مواردی که از همسایه‌ها به سرقت رفته‌است. بر این اساس، خانواده‌های معمولی فکر می‌کنند که پناه دادن به کیتسونه سوءظن‌هایی را برای آن‌ها به بار خواهد آورد.
به‌طور عجیبی خانواده‌های سامورایی به خاطر توافقات مشترکی که با کیتسونه داشتند مشهور شده‌اند، اما این روباه‌ها زنکو نامیده می‌شدند و از سحر و جادوی خود به عنوان نشانه‌ای از اعتبار استفاده می‌کردند.
خانه‌های متروکه پاتوق‌های معمولی برای کیتسونه بودند.
افسانه‌ای در قرن دوازدهم می‌گوید که یک روحانی برای کشف روباه‌های ساکن یک عمارت قدیمی به سمت آنجا در حرکت بود. آن‌ها برای اولین بار سعی کردند او را بترسانند، پس از آن مدعی شدند که «خانه برای سال‌های زیادی مال ما بوده‌است، و… ما مایل به ثبت یک اعتراض شدید هستیم.» مرد امتناع می‌کند، و روباه‌ها قبول می‌کنند که به یک مکان متروکه خیلی نزدیک منتقل شوند.
داستان‌ها هدیه‌های کیتسونه را از پرداخت‌های کیتسونه جدا می‌کنند. اگر یک کیتسونه پرداخت یا پاداشی را پیشنهاد می‌دهد که شامل پول و ثروت می‌باشد بخشی یا همهٔ مبلغ شامل کاغذ قدیمی، برگ‌ها، شاخه‌ها، سنگ‌ها، یا موارد مشابه بی‌ارزش است که تحت تأثیر یک جادو قرار گرفته‌است.
هدیه‌های واقعی کیتسونه‌ها معمولاً دارای ارزش معنوی هستند مانند حفاظت، دانش، یا عمر طولانی.

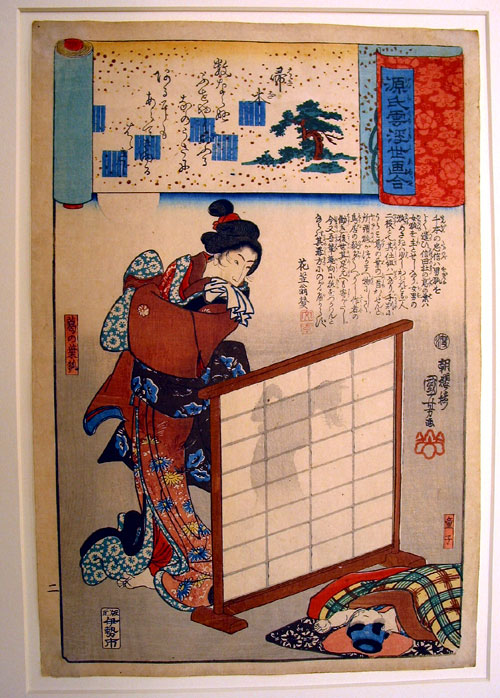
کیتسونهٔ کوزونوها حتی در شکل انسانی خود سایه‌ای به شکل روباه دارد. کوزونوها یک شخصیت شناخته شده در افسانه‌های قومی و سوژه‌ای برای نمایش‌های کابوکی است. چاپ از اوتاگاوا کونیوشی

### همسران و عاشقان
کیتسونه معمولاً در قالب یک عاشق به تصویر کشیده شده‌است، غالباً در داستان‌هایی که یک پسر جوان و یک کیتسونه حضور دارند، کیتسونه به شکل یک زن درمی‌آید.
کیتسونه ممکن است نقشی گمراه‌کننده را ایفا کند، ولی داستان‌های مرتبط با کیتسونه اغلب ماهیتی عاشقانه دارد.
به‌طور معمول، مرد جوان ندانسته با روباه ازدواج می‌کند، کسی که نقش یک همسر وفادار را ایفا می‌کند. در نهایت مرد ماهیت واقعی روباه را کشف می‌کند و همسر روباه مجبور به ترک او می‌شود. در برخی موارد، شوهر طوری متوجه موضوع می‌شود گویی از خواب بیدار شده؛ با حالتی پلید، سردرگم، و دور از خانه بیدار و طوری که باید با شرم بازگردد و با خانواده رهاشده خود مواجه شود.
داستان‌های بسیاری می‌گویند که همسران روباه بچه‌هایی را به‌دنیا می‌آوردند. زمانی که چنین فرزندانی انسان هستند، آن‌ها دارای ویژگی‌های فیزیکی خاص یا فراطبیعی هستند که اغلب به فرزندان خود منتقل می‌کنند.
ستاره‌شناس و جادوگر معروف بنام آبه نو سیمی، مشهور است که چنین قدرت‌های فوق‌العاده‌ای را به ارث برده‌است.
افسانه‌های دیگر می‌گویند که کیتسونه‌ها با یکدیگر ازدواج می‌کنند. باران آمدن از آسمان صاف که باران آفتابی نامیده می‌شود، به ازدواج کیتسونه‌ها نسبت داده می‌شود و به افسانه‌های قومی و اجدادی اشاره دارد که مراسم عروسی بین این موجودات در طول چنین شرایطی شکل می‌گیرد.
این رویداد به عنوان یک نشانه خوب و خوش‌یمن در نظر گرفته‌شده‌است، اما کیتسونه از هر مهمان ناخوانده‌ای به دنبال انتقام خواهد بود،
همان‌طور که در فیلم رویاها ساخته آکیرا کوروساوا به تصویر کشیده شده‌است.
استفان ترنبول، در کتاب ناگاشینو ۱۵۷۵، به اینصورت داستان خود را به درگیری خاندان تاکدا با یک زن روباه پیوند می‌دهد: سپهسالار تاکدا شینگن، در سال ۱۵۴۲، در نبردی یک سپهسالار رده پایین‌تر محلی به نام سوا یوریشیگه (زمان حیات ۱۵۴۲–۱۵۱۶ میلادی) را شکست داد و او را در پی یک مذاکره صلح تحقیرآمیز وادار به خودکشی کرد. پس از آن شینگن نیز مجبور به ازدواج با دختر زیباروی و ۱۴ سالهٔ سووا یوریشیگه (بنام سووا گوریونین) شد. ترنبول می‌نویسد: «شینگن توسط دختری وسوسه شد که پیروان خرافاتی او معتقد بودند تجسم روح روباه سفید، سووا شرین است؛ یعنی کسی که او را از سر انتقام افسون کرده بود. هنگامی که پسر آنها، تاکدا کاتسویوری ثابت کرد که رهبر بدشگونی است و خاندان تاکدا را به شکستی ویرانگر در نبرد ناگاشینو کشاند، پیر دانا سرش را تکان داد و موقعیت ناگوار تولد او و مادر جادویی‌اش را بخاطر آورد.»

## در داستان‌های تخیلی
کیتسونه در آثار متعدد ژاپن ظاهر می‌شود چون در رسوم اجدادی ژاپنی ریشه دوانده‌اند. ناح، کیوگن، بونراکو، و کابوکی نقش‌های مشتق شده از داستان‌های قومی هستند که ویژگی‌های آن‌ها را
به عنوان آثار معاصر مانند انیمه، مانگا و بازی‌های ویدئویی بازی می‌کنند. ناروتو یک سری انیمه مشهور است که داستان‌هایی می‌گوید از جوان یتیم که نه دم مهر شده شیطانی روباه در درون او وجود دارد. نویسندگان غربی نیز نوشتن داستان‌هایی با استفاده از افسانه کیتسونه را آغاز کرده‌اند.
اگر چه این تصویرپردازی‌ها به طور قابل ملاحظه‌ای متفاوت است ولی کیتسونه به‌طور کلی بر اساس داستان‌های قومی به عنوان خردمند، مکار، و حضوری قدرتمند به تصویر کشیده شده‌است.